# Radovan (nome)
Radovan  è un nome proprio di persona slavo maschile, usato in sloveno, croato, serbo, macedone, ceco e slovacco; in alfabeto cirillico è scritto Радован.

## Varianti
- Ipocoristici
  - Croato: Rade[1]
  - Serbo: Раде (Rade)[1]
- Femminili
  - Ceco: Radovana[1], Radana[1]

## Origine e diffusione
Deriva dal termine slavo radovati, che vuol dire "rendere felice".

## Onomastico
Il nome è adespota, non essendo portato da alcun santo, quindi l'onomastico ricade il 1º novembre, giorno di Ognissanti.

## Persone

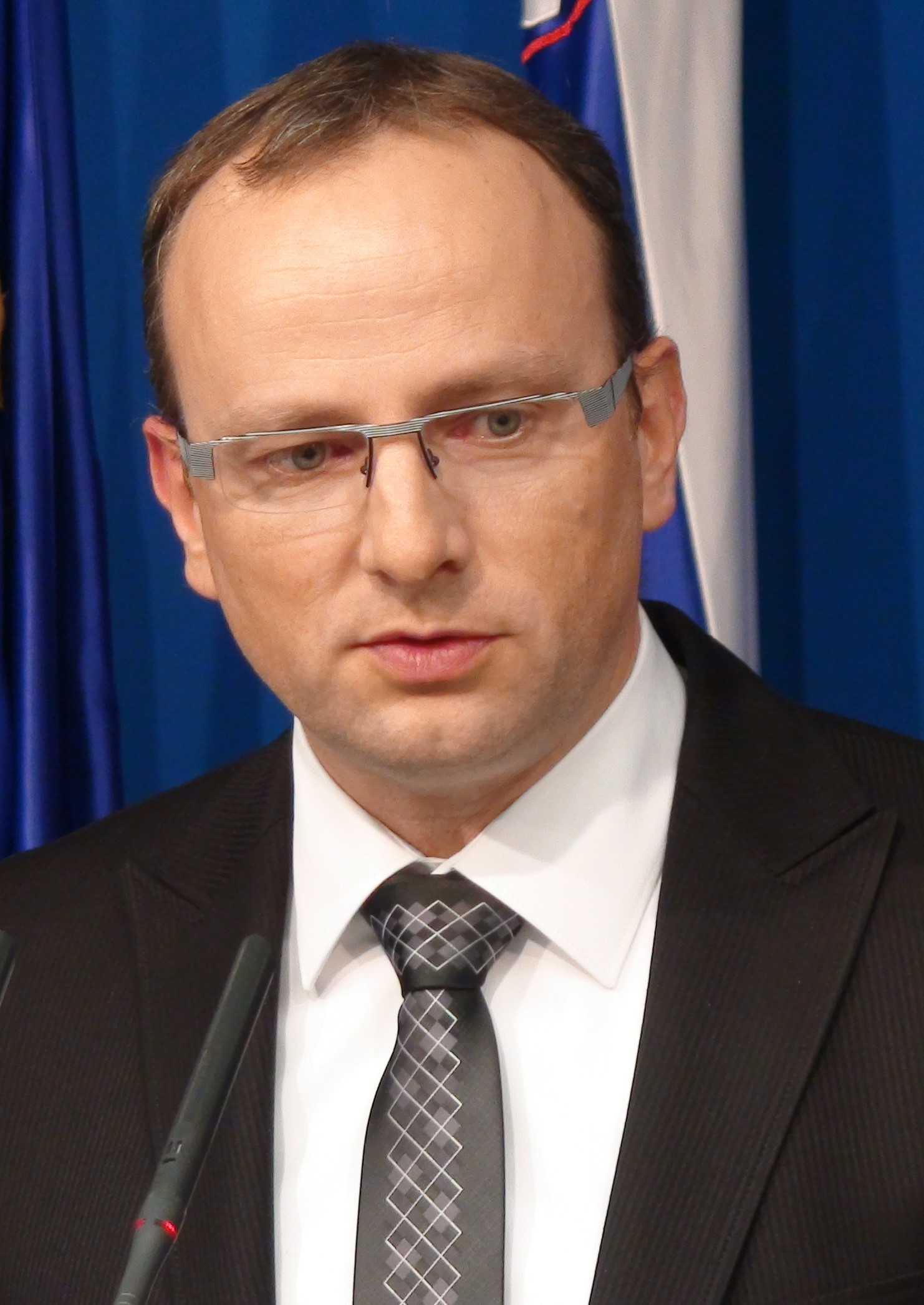
Radovan Žerjav

- Radovan, scultore e architetto dalmata
- Radovan Ivšić, poeta, commediografo e traduttore croato
- Radovan Karadžić, politico e criminale di guerra bosniaco
- Radovan Krivokapić, calciatore e allenatore di calcio serbo
- Radovan Miškov, pallanuotista croato
- Radovan Richta, filosofo cecoslovacco
- Radovan Vlajković, politico jugoslavo
- Radovan Žerjav, politico e ingegnere sloveno
- Radovan Zogović, poeta e politico montenegrino